# Baraqueville
Baraqueville é uma comuna francesa na região administrativa de Occitânia, no departamento de Aveyron. Estende-se por uma área de 34,01 km². Em 2010 a comuna tinha 3 228 habitantes (densidade: 94,9 hab./km²).